# Martin Hömberg
Martin Hömberg (* 1949; † 2017) war ein deutscher Komponist, Ensemble-Leiter, Musikproduzent, Sound-Designer und Fachbuchautor.

## Leben
Hömberg studierte Musikwissenschaften an der Universität zu Köln und arbeitete anschließend für den WDR, wo er 1987 als Autor und Moderator der sechsteiligen Bildungsfernseh-Serie Musik aus dem Computer wirkte.
Im Jahr 1973 nahm die Band Faithful Breath mit Martin Hömberg im Tonstudio am Dom ihre erste LP Fading Beauty auf. 1976 produzierte er die LP Volkslieder I vom Folk-Duo Zupfgeigenhansel. Martin Hömberg produzierte zudem im Oktober 1979 für BAP als De-facto-Aufnahmeleiter und „Geburtshelfer“ deren Debüt-LP Wolfgang Niedecken's BAP rockt andere kölsche Leeder. Zusammen mit der Erstbesetzung der BAP-Band bekam er im Mai 2013 für 260.000 verkaufte Einheiten dieser Produktion eine Goldene Schallplatte. 1980 war er Co-Produzent des Gina X. Projects, Stilrichtung „Ultra Disco“, mit Chart-Platzierungen in Österreich und Kanada. Ebenfalls 1980 nahm er die LP Koslowsky von Floh de Cologne auf. Er ist Alleinkomponist von Feuerwerk (1986), einem Solo-Hit von Stephan Remmler („Trio“).
Mit dem Ambient-Ensemble „Opera To Relax“ hatte er internationale Erfolge, u. a. Platzierung auf Platz 1 von Apple I-Tunes USA.
Acht Jahre lang unterrichtete Hömberg als Dozent für Musikrealisation und Musiktechnologie am Jazzseminar der Hochschule für Musik Köln.
Seit 1992 bis zu seinem Tod war er Komponist und Realisator einer Serie von Auftragskompositionen des Westdeutschen Rundfunks, darunter auch Colours of Water und Ambient Africa (Live im Sendesaal des WDR). Im Zusammenhang mit der Arbeit für den WDR kam es zu einer engen Zusammenarbeit mit dem Studio für Klangdesign.
Hömberg war Autor in Fachzeitschriften über Musikproduktion, Musiktechnologie, Beschallung, Medien- und Systemtechnik, außerdem Autor von Fachbüchern aus dem Bereich Recording, Musical Sound Design und Live Sound. Er war Mitglied im Verband Deutscher Tonmeister (VDT).
Eines seiner letzten Projekte war die szenische Multimedia-Revue Nirvana Boulevard, eine Mischung aus Tanztheater (Butoh-Tanz) und Multimedia-Performance. Thema ist der prekäre Zustand des Planeten Erde und der Menschen im Jahr 2213.
Hömberg trainierte Shotokan-Karate und legte 1990 bei Hideo Ochi die Prüfung zum 1. Dan ab.

## Ehrungen und Auszeichnungen
- 1996 Förderpreis für innovative Kompositionsmethoden von de  GEMA-Stiftung
- Grand Prix du Disque (Frankreich) als Produzent einer Doppel-LP mit bolivianischer Folklore

## Veröffentlichungen
- Recording Basics, PPV-Verlag, 2. Auflage 2003, ISBN 978-3932275210
- Taschenlexikon Homerecording, PPV-Verlag, 2000, ISBN 978-3932275128
- Taschenlexikon Studio, Band 1, PPV-Verlag, 2001, ISBN 978-3932275135
- Taschenlexikon Studio, Band 2, PPV-Verlag, 2001, ISBN 978-3932275203